# 초한지: 영웅의 부활
초한지: 영웅의 부활(王的盛宴)은 2012년 공개된 중국의 영화이다.

## 배역
- 류예 : 유방
- 오언조 : 항우
- 장진(장첸) : 한신
- 진람 : 여치
- 사일 : 소하